# Сьюкоф, Джейсон
Джейсон Сьюкоф (англ. Jason Suecof) — американский рекорд-продюсер, звукооператор и автор песен.

## Карьера
Сьюкоф известен в первую очередь работой с группой Trivium, где он выступал как продюсер и автор песен. Им были спродюсированы такие работы, как Ascendancy и The Crusade (вошедшие в Top 40 в чартах Billboard в США и Top 10 в Великобритании) в своей собственной студии Audio Hammer, что находится в Орландо, штат Флорида. Он спродюсировал и свел альбомы групп All That Remains, August Burns Red, Bury Your Dead, The Black Dahlia Murder, Daath, Luna Mortis, Chimaira, DevilDriver, God Forbid, If Hope Dies, Roadrunner United ,Sanctity, Death Angel.